# Тур Швейцарии 1936
4-й выпуск Тура Швейцарии — шоссейной многодневной велогонки по дорогам Швейцарии. Гонка проводилась с 20 по 27 августа 1936 года. Победу одержал французский велогонщик Анри Гарнье.

## Маршрут
Гонка состояла из 8 этапов, общей протяженностью 1657,3 километра.
| Этап | Дата   | Маршрут               | type | Длина (км) | Победитель       | Лидер генеральной классификации |
| ---- | ------ | --------------------- | ---- | ---------- | ---------------- | ------------------------------- |
| 1    | 20 авг | Цюрих – Давос         |      | 227,6      | Анри Гарнье      | Анри Гарнье                     |
| 2    | 21 авг | Давос – Лугано        |      | 233,3      | Augusto Introzzi | Анри Гарнье                     |
| 3    | 22 авг | Лугано – Люцерн       |      | 205,4      | Аугуст Эрне      | Анри Гарнье                     |
| 4a   | 23 авг | Люцерн – Берн         |      | 144,5      | Пауль Эгли       | Анри Гарнье                     |
| 4b   | 23 авг | Берн – Женева         |      | 172,2      | Пауль Эгли       | Анри Гарнье                     |
| 5    | 25 авг | Женева – Ла-Шо-де-Фон |      | 182,1      | Эдвард Виссерс   | Анри Гарнье                     |
| 6    | 26 авг | Ла-Шо-де-Фон – Базель |      | 229,7      | Тео Хайман       | Анри Гарнье                     |
| 7    | 27 авг | Базель – Цюрих        |      | 262,5      | Макс Булла       | Анри Гарнье                     |

## Итоговое положение
| \| Генеральная классификация \| Генеральная классификация \| Генеральная классификация \| Генеральная классификация \| Генеральная классификация \| \| Гонщик \| Гонщик \| Команда \| Время \| \| \| ------------------------- \| ------------------------- \| ------------------------- \| ------------------------- \| ------------------------- \| \| 1-й \| Анри Гарнье \| \| 49ч 34' 25 \| \| \| 2-й \| Густаф Делор \| \| + 7' 20 \| \| \| 3-й \| Лео Амберг \| \| + 23' 44 \| \| \| 4-й \| Вальтер Блаттман \| \| + 23' 58 \| \| \| 5-й \| Леон Левель \| \| + 24' 30 \| \| \| 6-й \| Альфонс Делор \| \| + 25' 06 \| \| \| 7-й \| Пауль Эгли \| \| + 27' 23 \| \| \| 8-й \| Rafael Ramos Pérez \| \| + 28' 47 \| \| \| 9-й \| Аугуст Эрне \| \| + 31' 02 \| \| \| 10-й \| Альфредо Мальмеси \| \| + 32' 59 \| \| |                    |         |            |
| |                    |         |            |
| |                    |         |            |
| Генеральная классификация |                    |         |            |
| Гонщик | Гонщик             | Команда | Время      |
| 1-й | Анри Гарнье        |         | 49ч 34' 25 |
| 2-й | Густаф Делор       |         | + 7' 20    |
| 3-й | Лео Амберг         |         | + 23' 44   |
| 4-й | Вальтер Блаттман   |         | + 23' 58   |
| 5-й | Леон Левель        |         | + 24' 30   |
| 6-й | Альфонс Делор      |         | + 25' 06   |
| 7-й | Пауль Эгли         |         | + 27' 23   |
| 8-й | Rafael Ramos Pérez |         | + 28' 47   |
| 9-й | Аугуст Эрне        |         | + 31' 02   |
| 10-й | Альфредо Мальмеси  |         | + 32' 59   |

| Горная классификация | Горная классификация | Горная классификация | Горная классификация | Горная классификация |
| Гонщик               | Гонщик               | Команда              | Очки                 |                      |
| -------------------- | -------------------- | -------------------- | -------------------- | -------------------- |
| 1-й                  | Анри Гарнье          |                      | 40 очков             |                      |
| 2-й                  | Раймон Лувью         |                      | 33 очков             |                      |
| 3-й                  | Луиджи Барраль       |                      | 33 очков             |                      |

| Горная классификация | Горная классификация | Горная классификация | Горная классификация | Горная классификация |
| Гонщик               | Гонщик               | Команда              | Очки                 |                      |
| -------------------- | -------------------- | -------------------- | -------------------- | -------------------- |
| 1-й                  | Анри Гарнье          |                      | 40 очков             |                      |
| 2-й                  | Раймон Лувью         |                      | 33 очков             |                      |
| 3-й                  | Луиджи Барраль       |                      | 33 очков             |                      |

| Командная классификация по времени | Командная классификация по времени | Командная классификация по времени | Командная классификация по времени |
| Команда                            | Команда                            | Время                              |                                    |
| ---------------------------------- | ---------------------------------- | ---------------------------------- | ---------------------------------- |
| 1-й                                | Бельгия                            | 149ч 15' 41                        |                                    |
| 2-й                                | Швейцария                          | + 42' 39                           |                                    |
| 3-й                                | Италия                             | + 2ч 19' 36                        |                                    |

| Командная классификация по времени | Командная классификация по времени | Командная классификация по времени | Командная классификация по времени |
| Команда                            | Команда                            | Время                              |                                    |
| ---------------------------------- | ---------------------------------- | ---------------------------------- | ---------------------------------- |
| 1-й                                | Бельгия                            | 149ч 15' 41                        |                                    |
| 2-й                                | Швейцария                          | + 42' 39                           |                                    |
| 3-й                                | Италия                             | + 2ч 19' 36                        |                                    |